# Freydoon Shahidi
Freydoon Shahidi (Teerã, 19 de junho de 1947) é um matemático iraniano-estadunidense, que trabalha com teoria da representação e formas automorfas (programa Langlands). É professor da Universidade de Purdue.
Obteve um doutorado em 1975 na Universidade Johns Hopkins, orientado por Joseph Shalika, com a tese On Gauss Sums Attached to the Pairs and the Exterior Powers of the Representations of the General Linear Groups over Finite and Local Fields..
Foi eleito em 2012 fellow da American Mathematical Society (AMS) e em 2010 da Academia de Artes e Ciências dos Estados Unidos. Foi palestrante convidado do Congresso Internacional de Matemáticos em Pequim (2002: Automorphic L-functions and functoriality. É membro do grêmio editorial do American Journal of Mathematics.

## Obras
- Eisenstein Series and Automorphic L-Functions, AMS Colloquium Publications 58, 2010
- Functional Equation Satisfied by Certain L-Functions, Compositio Math., Volume 37, 1978, p. 171–208.
- On certain L-functions, American Journal of Mathematics, Volume 103, 1981, 297–355.
- A proof of Langlands conjecture on Plancherel measures; Complementary series for p-adic groups, Annals of Mathematics, Volume 132, 1990, p. 273–330
- Local coefficients as Artin L-factors for real groups, Duke Math. J., Volume 52, 1985, p. 973–1007
- com Stephen Gelbart: Boundedness of automorphic L-functions in vertical strips, Journal of the American Mathematical Society, Volume 14, 2001, p. 79–107.
- com H. H. Kim: Functorial products for GL(2) × GL(3) and the symmetric cube for GL(2), Annals of Mathematics, Volume 155, 2002, p. 837–893.
- On nonvanishing of L-functions, Bull. Amer. Math. Soc. (N.S.), Volume 2, 1980, p. 462–464.
- On the Ramanujan conjecture and finiteness of poles of certain L-functions, Annals of Mathematics, Volume 127, 1988, p. 547–584
- The notion of norm and the representation theory of orthogonal groups, Inventiones mathematicae, Volume 119, 1995, p. 1–36